# Нидераула
Нидераула (њем. Niederaula) општина је у њемачкој савезној држави Хесен. Једно је од 20 општинских средишта округа Херсфелд-Ротенбург. Према процјени из 2010. у општини је живјело 5.504 становника. Посједује регионалну шифру (AGS) 6632015.

## Географски и демографски подаци
Нидераула се налази у савезној држави Хесен у округу Херсфелд-Ротенбург. Општина се налази на надморској висини од 200 – 400 метара. Површина општине износи 64,2 km². У самом мјесту је, према процјени из 2010. године, живјело 5.504 становника. Просјечна густина становништва износи 86 становника/km².